# ヨーダミド
ヨーダミド（英語: iodamide、商品名Renovue）は、X線造影剤として使われる医薬品である。その用途には子宮と輸卵管の撮影が含まれる。